# Camaridium brevilabium
Camaridium brevilabium är en orkidéart som först beskrevs av Oakes Ames och Donovan Stewart Correll, och fick sitt nu gällande namn av Mario Alberto Blanco. Camaridium brevilabium ingår i släktet Camaridium och familjen orkidéer. Inga underarter finns listade i Catalogue of Life.